# Culango
Culango, también conocido como Colango, es un barrio rural del municipio filipino de tercera categoría de Culión perteneciente a la provincia  de Paragua en Mimaro,  Región IV-B.

## Geografía
El municipio de Culión, 270 km al norte de Puerto Princesa, se extiende por la totalidad de  isla de Culión y otras adyacentes, entre las de Busuanga al norte, Linapacán al sur y Corón a levante.
Todas forman parte del de las islas Calamianes  en el norte de la provincia de Paragua, en el Estrecho de Mindoro, lengua de mar que comunica el mar de la China Meridional y el Mar de Joló.
El barrio de ' Culango', en la isla de Culión, comprende la parte occidental de la Población así como las islas de Basco, Chindonán, Bugur y Sandy los islotes de Cacayaren al norte de Inlulucut al sur y de Celito al oeste. Todas situadas frente a la península de Jardín y a la isla de Marily en el Paso del Oeste de Corón.
La parte insular, de reducidas dimensiones y de forma triangular, linda al norte con la bahía de Baldat, al este con el barrio de Balala, sede del municipio, y al oeste con el de Baldat.

### Demografía
El barrio de Culango contaba en mayo de 2010 con una población de 366 habitantes, siendo el menos poblado del municipio.

## Historia
La isla de Culión formaba parte de la provincia española de  Calamianes, una de las de las 35 provincias de la división política del archipiélago Filipino, en la parte llamada de Visayas. Pertenecía a la audiencia territorial  y Capitanía General de Filipinas, y en lo espiritual a la diócesis de Cebú.

## Turismo
En la costa norte de isla Chindonán se encuentran los  arrecifes coralinos de House y de Quamingel, así como el complejo hotelero conocido como  Chindonan Island Resort & Divecenter.
Arrecife de Bugur frente a la isla del mismo nombre.